# Pi Virginis
Pi Virginis (π Virginis förkortat Pi Vir, π Vir), som är stjärnans Bayer-beteckning, är en dubbelstjärna i stjärnbilden Jungfrun. Den har en genomsnittlig skenbar magnitud på +4,65 och är synlig för blotta ögat där ljusföroreningar ej förekommer. Baserat på parallaxmätningar i Hipparcos-uppdraget på 8,5 mas beräknas den befinna sig på ca 380 ljusårs (118 parsek) avstånd från solen.

## Egenskaper
Primärstjärnan Pi Virginis A är en blå till vit stjärna i huvudserien av spektralklass A5 V och är en sval metallfodrad Am-stjärna. Den har en massa som är ca 1,6 gånger solens massa, en radie som är ca 1,5 gånger större än solens och utsänder ca 160 gånger mera energi än solen från dess fotosfär vid en effektiv temperatur på ca 8 000 K.
Pi Virginis, eller 8 Virginis, är en roterande variabel av Alfa2 Canum Venaticorum-typ (ACV). Den varierar mellan skenbar magnitud +4,64 och 4,66 med en period av 1,9469 dygn. Stjärnan är en spektroskopisk dubbelstjärna med en omloppsperiod på 283 dygn med en excentricitet på 0,27.